# Березень 2000
Березень 2000 — третій місяць 2000 року, що розпочався в середу 1 березня та закінчився у п'ятницю 31 березня.

## Події
- 1 березня — переписано Конституцію Фінляндії.
- 18 березня — Чена Шуйбяня обрано президентом Китаю.
- 26 березня — Володимира Путіна обрано президентом Російської Федерації.
- 30 березня — у Києві відкрито станцію метро «Дорогожичі».